# Gustave Gagnon
Gustave Adolphe Mathurin Gagnon (* 6. November 1842 in Louiseville, Québec; † 19. November 1930 in Québec (Stadt)) war ein kanadischer Organist, Musikpädagoge und Komponist.

## Leben
Gagnon war das jüngste von neun Kindern des Rechtsanwalts Charles-Édouard Gagnon und der Julie-Jeanne Durand. Er besuchte das Collège Joliette und hatte von 1860 bis 1864 privaten Klavierunterricht bei seinem Schwager Paul Letondal. 1864 erhielt er als Nachfolger seines Bruders Ernest die Organistenstelle an der Kirche Saint-Jean-Baptiste in Québec.
Von 1870 bis 1872 unternahm Gagnon eine Bildungsreise nach Europa. In Paris studierte er Orgel bei Charles-Alexis Chauvet, Klavier bei Antoine Marmontel und Harmonielehre bei Auguste Durand, in Lüttich Klavier bei Félix-Étienne Ledent und Harmonielehre bei Jean-Théodore Radoux. In den Sommerferien 1871 und 1872 besuchte er Dresden und Leipzig und nahm Orgelstunden bei Robert Papperitz und Klavierstunden bei Louis Plaidy. In Rom lernte er Franz Liszt, und er erlebte in Leipzig eine Aufführung von dessen Legende von der heiligen Elisabeth unter Leitung des Komponisten.
Nach seiner Rückkehr nach Kanada wurde er 1876, wiederum als Nachfolger seines Bruders Ernest, Organist an der Kathedralbasilika Notre-Dame de Québec. Diese Stelle hatte er bis 1915 inne. 1866 war er Mitbegründer der Union musicale de Québec. 1868 gründete er mit seinem Bruder die Académie de Musique de Québec, deren Präsident er mit Unterbrechungen bis 1902 war. Hier studierten u. a. Joseph-Arthur Bernier, Joseph-Daniel Dussault, Juliette Rodrigue und Léo-Pol Morin bei ihm sowie sein Sohn Henri Gagnon, der als sein Nachfolger bis 1961 Organist an der Kathedrale Notre Dame war. Außerdem war er Mitbegründer des Dominion College of Music in Québec und von 1922 bis 1925 der erste Direktor der Musikschule an der Universität Laval, wo er bis 1930 unterrichtete.
Als Komponist trat Gagnon vor allem mit Klavierwerken hervor. Die von ihm für vierstimmigen Chor bearbeitete Messe royale von Henry Du Mont wurde 1880 bei den Fêtes de la Saint-Jean-Baptiste von einem Chor mit 600 Sängern in den Plaines d’Abraham aufgeführt. Joseph Vézina schuf eine Orchesterfassung seines für Klavier oder Orgel komponierten Marche pontificale.

## Werke
- Reflets du passé, Valse de Salon für Klavier, 1869
- Marche pontificale für Klavier oder Orgel 1871, 1886
- Marche nocturne für Klavier, 1873
- Souvenir de Leipzig für Klavier, 1874
- Gavotte in F für Klavier, 1890
- Deuxième Marche pontificale avec choeurs, 1896